# Дукатоне
Дукатоне (итал. ducatone) — крупная средневековая серебряная монета ряда итальянских государств.
Впервые дукатоне были отчеканены в 1551 году в Милане при императоре Карле V. Своим названием монета обязана своему официальному обозначению «Ducatone da soldi cento», которая подчёркивала её номинальную стоимость в 100 сольдо. Её вес составлял 33,5 г, при содержании 30,485 г чистого серебра. Итальянский дукатоне содержал большее количество благородного металла по сравнению с распространённым на территории немецких земель рейхсталером. При преемнике Карла Филиппе II дукатоне стал аналогом золотого скудо (скудо д`оро) равного 5 лирам и 12 сольдо. В 1566 году дукатоне стали чеканить в Савойском герцогстве, а впоследствии и в других итальянских государствах. В 1604 году содержание серебра в дукатоне было снижено до 28,665 г при общем весе 31,5 г.
Аверс дукатоне содержал изображение императора, реверс — орла над земным шаром при Карле V и гербовый щит при Филиппе II.

## Венецианский дукатоне
В Венецианской республике серебряный дукат и джустину называли дукатоне. Джустина миноре стала прообразом монет номиналом в 124 сольдо, которые получили название дукатоне. Их чеканили вплоть до завоевания государства во время Наполеоновских войн в 1797 году. Также выпускали кратные номиналы в 1⁄8, 1⁄4, 1⁄2 и 2 дукатоне.

## Неаполитанский дукатоне
В Неаполитанском королевстве дукатоне являлись крупными монетами, которые в отличие от пиастра равнялись 100, а не 120 грано.